# Charlotte Dorothea von Plessen
Charlotte Dorothea von Plessen, gift Reventlow (25. maj 1724 – 25. maj 1771) var en dansk adelsdame. 
Hun var datter af gehejmeråd Christian Ludvig von Plessen og Charlotte Amalie Skeel var dame de l'union parfaite. Hun ægtede 6. november 1748 Claus Reventlow.